# Voto (Plattform)
Voto (Eigenschreibweise VOTO) ist eine digitale Plattform zur Erstellung von Online-Wahlhilfen (engl. Voting advice applications).

## Geschichte
Voto wurde im Jahr 2019 vom gemeinnützigen Unternehmen Voto gUG in Anlehnung an den Wahl-O-Mat entwickelt, um – damals noch unter dem Namen Komunat – eine Wahlhilfe für die Gemeinderatswahl in Stuttgart anzubieten. Darauf folgte der Einsatz bei den Kommunalwahlen in Hessen 2021 und bei den Kommunalwahlen in Niedersachsen 2021, bei letzterer für über 400 Gemeinden. Damit war Voto die erste Wahlhilfe, die bei Kommunalwahlen in Deutschland flächendeckend zur Verfügung stand.
Auch zur Bundestagswahl 2021 wurde Voto gemeinsam mit dem Team Tomorrow e.V. und dem Jugendrat Stuttgart für die Stuttgarter Wahlkreise I und II angeboten.
Eigenen Angaben zufolge wurde Voto bis April 2022 bei 423 Wahlen von 157.100 Menschen genutzt.

## Funktion
Im Unterschied zu anderen Wahlhilfen, wie dem Wahl-O-Mat oder dem WahlSwiper, handelt es sich bei Voto um eine Plattformlösung. Dies soll Kommunen, Vereine, Hochschulen oder andere Organisationen ermöglichen, eine eigene Wahlhilfe für ihre nächste Wahl erstellen können.
Es ist eine Webanwendung, d. h. es muss keine App auf dem Endgerät installiert werden. Stattdessen wird die Wahlhilfe über den Browser aufgerufen.